# یوسوکه سوزوکی
یوسوکه سوزوکی (ژاپنی: 鈴木 祐輔؛ زادهٔ ۱۹ مهٔ ۱۹۸۲) یک بازیکن فوتبال اهل ژاپن است.
از باشگاه‌هایی که در آن بازی کرده‌است می‌توان به باشگاه فوتبال رواسو کوماموتو، باشگاه فوتبال ناگانو پارسیرو، باشگاه فوتبال ماچیدا زلویا، باشگاه فوتبال کاماتامار سان‌اوکی و باشگاه فوتبال ساگامیهارا اشاره کرد.